# Gare de Hautcharage
La gare de Hautcharage était une gare ferroviaire luxembourgeoise de la Ligne de l'Attert, située dans la localité de Hautcharage, ancienne commune aujourd'hui intégrée à la commune de Käerjeng, dans le canton de Capellen.
Elle est mise en service en 1873 par la Compagnie des chemins de fer Prince-Henri. La gare ferme en 1969, en même temps que la section de Pétange à Steinfort de la ligne.

## Situation ferroviaire
Établie à 325 mètres d'altitude, la gare de Hautcharage était située au point kilométrique (PK) 4,7 de la ligne de l'Attert, entre les gares de Pétange et de Clemency.

## Histoire
La station de Hautcharage est mise en service le 1er août 1873 par la Compagnie des chemins de fer Prince-Henri lors de l'ouverture de la section de Pétange à Steinfort de la Ligne de l'Attert.
La gare est fermée le 15 avril 1969, en même temps que la section de Pétange à Steinfort de la Ligne de l'Attert.

## Service des voyageurs
Halte fermée le 15 avril 1969. Le bâtiment voyageurs a été démoli, une aire de jeux pour enfants occupe le site.